# Яглыкчызаде Дервиш Мехмед-паша
Яглы́кчызаде Де́рвиш Мехме́д-паша (тур. Yağlıkçızade Derviş Mehmed Paşa; ок. 1730 — 15 мая 1777) — османский государственный деятель, великий визирь с 7 июля 1775 по 5 января 1777 года.

## Биография
Яглыкчызаде Дервиш Мехмед-паша был сыном яглыкчы (изготовителя полотенец) Дервиша Абдулкадира-эфенди — отсюда его лакаб Яглыкчызаде (тур. Yağlıkçızade. Мехмед-паша начинал службу помощником дефтердара Бехчета-эфенди. В последующие годы Дервиш Мехмед-паша служил дефтердаром при трех великих визирях Наили Абдуллы-паши, Быйыклы Али-паши и Йирмисекиззаде Саида-паши, а затем работал на других должностях.
Во время войны с Российской империей Дервиш Мехмед-паша служил в должности казначея турецкой армии в лагере около Бабадага. 27 января 1772 года Дервиш Мехмед-паша был назначен баш-дефтердаром (главным казначеем), в должности которого оставался до конца войны. Дервиш Мехмед-паша руководил строительством траншей и увеличил количество артиллерии в Шумене, где зимовали турки.
После подписания Кючук-Кайнарджийского мира 5 сентября 1774 года был уволен с должности дефтердара, но 28 сентября того же года после вмешательства великого визиря Иззета Мехмеда-паши был восстановлен в этой должности. 5 апреля 1775 года Дервиш Мехмед-паша был назначен кетхюдой великого визиря. 7 июля 1775 года после увольнения Иззета Мехмеда-паши султан Абдул-Хамид I назначил Дервиша Мехмеда-пашу на должность великого визиря. 12 января 1776 года в Стамбуле с большим торжеством было отпраздновано рождение дочери Абдул-Хамида I Хатидже-султан (ум. 8 ноября 1776). Как написано в «Исламской энциклопедии», торжества по случаю рождения дочери султана были с целью хвастовства перед Николаем Репниным, который доставил в Стамбул заверенную копию Кючук-Кайнарджийского мирного договора.
5 января 1777 года Дервиш Мехмед-паша был отправлен в отставку с поста великого визиря. Причиной отставки стало то, что Мехмед-паша не мог решить вопрос по Крымскому ханству, которым правил ставленник России Шахин Герай. После увольнения с поста великого визиря Дервиш Мехмед-паша содержался под стражей в течение одной ночи во дворце Топкапы и был сослан в Гелиболу. 10 февраля того же года Дервиш Мехмед-паша был назначен мухафизом (стражем) Ханьи. По пути к месту назначения Дервиш Мехмед-паша заболел и 15 мая 1777 года скончался на острове Хиос.